# Сарымсаков, Абжами
Абжами́ Сарымса́ков (каз. Әбжәми Сарымсақов; 1928 год — 1999 год) — передовик производства, машинист солекомбайна комбината «Арал-сульфат» Министерства пищевой промышленности Казахской ССР. Герой Социалистического Труда (1971).

## Биография
Свою трудовую деятельность начал 12-летним подростком в июне 1940 года на комбинате «Арал-сульфат» в Кзыл-Ординской области. Работал помощником рабочего вытяжных установок. Позднее трудился помощником машиниста, машинистом, начальником участка и механиком механизированного парка. С 1950 по 1953 год служил в Советской Армии. После армии трудился машинистом проходческого комбайна комбината «Арал-сульфат» управления «Сольтрест». С 1967 по 1989 год — механик цеха по добыче соли, машинист проходческого комбайна.
Досрочно выполнил личные социалистические обязательства и плановые производственные задания Восьмой пятилетки (1965—1970). Указом Президиума Верховного Совета СССР от 26 апреля 1971 года «за выдающиеся успехи, достигнутые в выполнении заданий пятилетнего плана по развитию пищевой промышленности» удостоена звания Героя Социалистического Труда с вручением ордена Ленина и золотой медали «Серп и Молот».
В 1991 году вышел на пенсию.
Скончался в 1999 году.
Награды
- Герой Социалистического Труда
- Орден Ленина
- Орден Трудового Красного Знамени (1964)
- Медаль «За доблестный труд в Великой Отечественной войне 1941—1945 гг.»